# Бухаров Олександр Семенович
Олександр Семенович Бухаров (нар. 1912, тепер Російська Федерація — ?, місто Москва, Російська Федерація) — радянський діяч, заступник голови Ради міністрів Російської РФСР. Кандидат у члени ЦК КПРС у 1961—1966 роках. Депутат Верховної Ради Російської РФСР 5—6-го скликань.

## Життєпис
Народився в липні 1912 року. З 1931 року — агроном Малинської школи колгоспної молоді Московської області.
У 1938 році закінчив Московський інститут механізації та електрифікації сільського господарства.
У 1938—1948 роках — в апараті декількох міністерств Ради народних комісарів (Ради міністрів) СРСР.
Член ВКП(б) з 1942 року.
З 1948 року — секретар бюро ВКП (б) Міністерства промисловості засобів зв'язку СРСР; секретар районного комітету ВКП(б)
З 1954 року — завідувач сільськогосподарського відділу Московського обласного комітету КПРС.
У 1957—1958 роках — начальник Московського обласного управління сільського господарства.
У 1958—1959 роках — 1-й заступник голови виконавчого комітету Московської обласної ради депутатів трудящих.
У 1959—1960 роках — секретар Московського обласного комітету КПРС.
У 1960 році — начальник Головного управління з питань торгівлі автомобілями, тракторами, сільськогосподарськими машинами, запчастинами та іншими товарами виробничого призначення для сільського господарства і з постачання народному господарству продукції автотракторного і сільськогосподарського машинобудування «Головторгмашу» при Раді міністрів Російської РФСР.
27 жовтня 1960 — 5 квітня 1963 року — заступник голови Ради міністрів Російської РФСР.
З 1963 року — завідувач відділу ЦК КПРС із промисловості, яка переробляє сільськогосподарську сировину.
З 1965 року — заступник міністра сільського господарства Російської РФСР.
Потім — персональний пенсіонер союзного значення в місті Москві.

## Нагороди
- орден Трудового Червоного Прапора (.07.1962)
- орден «Знак Пошани»
- медаль «За трудову доблесть»
- медалі
- Почесна грамота Президії Верховної ради РРФСР